# La Perrière (Savoie)
La Perrière ist eine Commune déléguée mit 498 Einwohnern (Stand: 1. Januar 2018) in der Gemeinde Courchevel im Département Savoie in der Region Auvergne-Rhône-Alpes. Sie war Teil des Arrondissements Albertville und des Kantons Moûtiers.
Mit Wirkung vom 1. Januar 2017 wurden die ehemaligen Gemeinden Saint-Bon-Tarentaise und La Perrière zur Commune nouvelle Courchevel zusammengelegt.

## Geschichte
Die Burg von La Perrière war eine der wesentlichen Festungen der Dauphins von Viennois.